# Río Samur

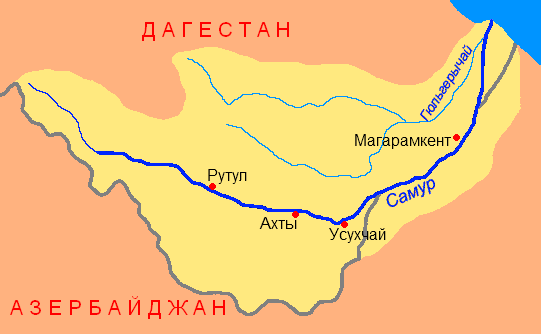
Cuenca del Samur

El río Samur (en ruso: Самур, en azerí: Samurçay, en lezgiano: ЧІвегьер-вацІ) es un río de la zona meridional de la República de Daguestán, al suroeste de la Federación Rusa, que forma la frontera con los raiones de Gusar y Jachmaz de Azerbaiyán, entre la localidad de Garaj y la presa hidroeléctrica de Samur. Alrededor de su cuenca habita el pueblo lezguino, por lo que la zona es conocida como Lezguistan.

## Geografía
El río Samur nace de las aguas de los glaciares de la vertiente nordeste del monte Guton (3648 m), en la cordillera principal del Gran Cáucaso, en el raión de los Rutul de la república de Daguestán. A los 7 km de su recorrido recibe su primer afluente, el Jalajur, que nace a 3730 m. Discurre en sus 213 km de longitud inicialmente predominantemente hacia el sudeste durante su curso alto y primera mitad del curso medio, a través de un valle montañoso de altura de entre 20 y 50 m de anchura. Su cuenca se enmarca entre la cordillera principal del Cáucaso, al sur y al sudoeste, y al nordeste por la cordillera paralela al Norte (cordillera de Doltydag, cordillera de Samur). Tras recibir las aguas de su afluente Usujchái, que aumentan la anchura del río, éste toma dirección predominante hacia el nordeste. Al llegar a la cuenca del Caspio se divide en varios brazos, algunos de los cuales se internan en territorio azerí (el Tahirchay, de 34 km de longitud, y el Ugar, de 28 km). El valle del río en su parte baja puede llegar al kilómetro de anchura.  A 22 km de su desembocadura en el mar Caspio se separa del curso principal el Mali Samur, otro distributario, que desemboca 5.5 km al noroeste del brazo principal, formando un delta. El río Guiulguerichái desemboca en la orilla izquierda del Mali Samur a 5 km de su desembocadura por un canal construido en 1934-1935 (anteriormente desembocaba directamente en el Caspio). Su cuenca cubre una superficie de 7 330 km² (sin contabilizar la del Guiulguerichái, 4990 km²).
Su curso discurre en el 96 % de su longitud por suelo ruso y el 4 % restante por suelo azerí, y tiene un desnivel de 2 910 m (su desnivel medio es de 13.7 m/km), con un 80 % de su cuenca por encima de los 1500 m y la mitad por encima de los 2500 m. En su curso bajo atraviesa una zona subtropical de vegetación primaria única.
En el delta del río Samur, se encuentra el bosque Samur,  está ubicado en el sureste de Daguestán y es parte de la Reserva Natural del Estado Samur.

### Afluentes
El Samur posee 65 afluentes de más de 10 km de longitud. Entre ellos los principales son: el Tijuchái, el Diultychái, el Kara-Samur, el Shinazchái, el Ajtychái, el Usujchái, el Taguirdzhal y el Guenerchái. El Guiulguerichái es un afluente artificial del Mali Samur.

### Hidrología
Su caudal medio es de 72.4 m³/s en Usujchái. El máximo registrado fue de 920 m³/s en 1988. El río tiene una turbidez muy elevada, de hasta 110000 g/m³. La alimentación del río es mixta: 42% de las lluvias, 32 % de las aguas subterráneas, 22 % del deshielo de la nieve y un 4 % de glaciares. Para el estudio del río existían en tiempos soviéticos 5 estaciones hidrológicas (en Mishlesh, Luchek, Ajtý, Usujchái y Zujul), de las que siguen en funcionamiento tres.

### Población

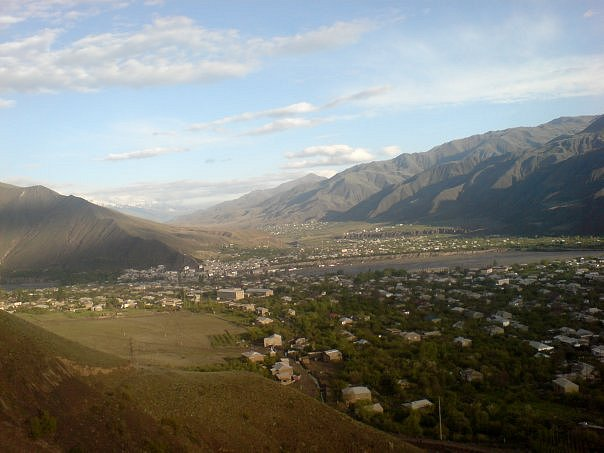
Panorama de Ajtý, bañada por el Samur.

El valle del río Samur es una de las regiones más densamente pobladas de la república de Daguestán. En la parte alta del curso del río se hallan las localidades tsajures de Mujaj, Kaliar, Tsajur y otras. Por debajo de Kina y hasta Kiche, en el raión de los Rutul, habitan los rutul. A partir de Jliyut habita el pueblo lezguino. En el aspecto religioso, la mayor parte de la población del valle son musulmanes suní, menos en el pueblo de Miskindzha, donde son chiitas.

## Uso económico
Las aguas del río se usan intensivamente en el regadío. En 1935 se construyó a 30 km de la desembocadura la Centro de Distribución de Agua Samurski que alimenta los canales Samur-Abşeron y Samur-Derbent. En época soviética se desarrollaba en el curso del río la cría de varias especies de peces, como el salmón, el kutum, la trucha o el salmón blanco, entre otros. Hay planes para la construcción de varias presas hidroeléctricas.

## Problemas ecológicos y de distribución del agua
El uso intensivo de sus aguas, distribuidas desde la presa de Samur, ha provocado la ausencia casi total de corriente en la parte inferior del río durante algunos meses, degradando los bosques de lianas subtropicales de su delta. Asimismo, la falta de aflujos del Samur ha provocado la invasión de aguas del Caspio, dando lugar a la salinización del suelo.
Asimismo se han dado conflictos entre la Federación Rusa y la República de Azerbaiyán al respecto del usufructo de las aguas del río desde la disolución de la Unión Soviética. En 2010 se firmó un acuerdo entre las dos partes que reparte el uso de las aguas equitativamente, con una reserva ambiental del 30.5 %.